# Класс Тодда
Класс Тодда — это некоторая конструкция, которая ныне считается частью теории характеристических классов в алгебраической топологии. Класс Тодда векторного расслоения можно определить посредством теории классов Чженя и они встречаются там, где классы Чженя существуют — в первую очередь в дифференциальной топологии, теории комплексных многообразий и алгебраической геометрии. Грубо говоря, класс Тодда действует противоположно классу Чженя и относится к нему как конормальное расслоение относится к нормальному расслоению.
Классы Тодда играют фундаментальную роль в обобщении классической теоремы Римана — Роха на пространства более высоких размерностей до теоремы Хирцебруха — Римана — Роха и теоремы Гротендика — Хирцебруха — Римана — Роха.

## История
Класс назван по имени Дж. А. Тодда, который ввёл специальный случай понятия в алгебраической геометрии в 1937 до того, как были определены классы Чженя. Использованная геометрическая идея иногда называется классом Тодда — Эгера.
Общее определение в более высоких размерностях принадлежит Хирцебруху.

## Определение
Чтобы определить класс Тодда td(E), где E — это комплексное векторное расслоение на топологическом пространстве X, обычно достаточно ограничиться определением на случай суммы Уитни линейных расслоений при помощи общих понятий теории характеристических классов, использования корней Чженя (он же принцип расщепления). Пусть
{\displaystyle Q(x)={\frac {x}{1-e^{-x}}}=\sum _{i=0}^{\infty }{\frac {(-1)^{i}B_{i}}{i!}}x^{i}=1+{\dfrac {x}{2}}+{\dfrac {x^{2}}{12}}-{\dfrac {x^{4}}{720}}+\cdots }
является формальным степенным рядом со свойством, что коэффициенты при xn в Q(x)n+1 равны 1 (здесь Bi — числа Бернулли). Рассмотрим коэффициент при xj в произведении
{\displaystyle \prod _{i=1}^{m}Q(\beta _{i}x)\ }
для любого m > j. Этот коэффициент симметричен по βi и однороден по весам j, так что его можно выразить как многочлен {\displaystyle td_{j}(p_{1},\dots ,p_{j})} от элементарных симметричных функций p от β. Тогда {\displaystyle td_{j}} определяют многочлены Тодда и они образуют мультипликативную последовательность с Q в качестве характеристического степенного ряда.
Если E имеет αi в качестве корней Чженя, то класс Тодда
{\displaystyle td(E)=\prod Q(\alpha _{i})}
который следует вычислять в когомологическом кольце топологического пространства X (или в его дополнении, если рассматриваются бесконечномерные многообразия).
Класс Тодда можно задать явно как формальный степенной ряд в классах Чженя следующим образом:
{\displaystyle td(E)=1+c_{1}/2+(c_{1}^{2}+c_{2})/12+c_{1}c_{2}/24+(-c_{1}^{4}+4c_{1}^{2}c_{2}+c_{1}c_{3}+3c_{2}^{2}-c_{4})/720+\dots }
где классы когомологий ci являются классами Чженя на E и лежат в группе когомологий {\displaystyle \mathrm {H} ^{2i}(X)}. Если X имеет конечную размерность, то большинство членов равны нулю и td(E) является многочленом в классах Чженя.

## Свойства класса Тодда
Класс Тодда мультипликативен:
{\displaystyle Td^{*}(E\oplus F)=Td^{*}(E)\cdot Td^{*}(F).}
Пусть {\displaystyle \xi \in H^{2}({\mathbb {C} }P^{n})} является фундаментальным классом гиперплоского сечения.
Из мультиплиативности и эйлеровой точной последовательность для касательного расслоения {\displaystyle {\mathbb {C} }P^{n}}
{\displaystyle 0\to {\mathcal {O}}\to {\mathcal {O}}(1)^{n+1}\to T{\mathbb {C} }P^{n}\to 0,}
получаем

{\displaystyle Td^{*}(T{\mathbb {C} }P^{n})=\left({\dfrac {\xi }{1-e^{-\xi }}}\right)^{n+1}.}

## Формула Хирцебруха — Римана — Роха
Для любого когерентного пучка F на гладком проективном комплексном многообразии M, имеем
{\displaystyle \chi (F)=\int _{M}Ch^{*}(F)\wedge Td^{*}(TM),}
где {\displaystyle \chi (F)} — его голоморфная эйлерова характеристика,
{\displaystyle \chi (F):=\sum _{i=0}^{{\text{dim}}_{\mathbb {C} }M}(-1)^{i}{\text{dim}}_{\mathbb {C} }H^{i}(F),}
и Ch*(F) — его характер Чженя.